# 時凶獵殺
是以時間旅行為題材的美国科幻动作片，由莱恩·约翰逊執導，布鲁斯·威利斯、喬瑟夫·高登-李維以及愛蜜莉·布朗領銜主演。

## 劇情
在近未來的世界，2070年代，時空旅行的技術被開發了出來。這項技術被严格控制，只有黑社會非法使用。由于彼時个人身份识别技术的发展，处理尸体非常困难，黑社會于是將想要殺的人蒙面、捆绑，再藉由時空旅行傳送回三十年前，由2040年代的黑幫组织负责杀害、焚尸灭迹。
2044年的25岁的喬（喬瑟夫·高登-李維飾演）在堪薩斯城的某個黑幫組織底下做事。他的主要工作就是負責將從未來2074年的總部在上海的黑幫組織穿越時空傳送來的的人殺害及焚尸灭迹，像他這樣的人被稱為「迴路殺手」。迴路殺手作為黑幫組織的成員，獲得相當豐厚的黃金、白银酬勞，但必須確保所有從未來被送來的目標必須全數殺死不能被脫逃。當有朝一日組織不再需要他們時，組織即會將他們綁架，並背上黃金（殺其它人時為白銀），傳送到過去由年輕的他本人殺死，完成「迴路」。雖然因此可拿到一筆「退休金」，但也只剩下30年的壽命，因此有遠見的人都不會想從事迴路殺手的工作，以免哪天被組織「勒令退休」。
某日喬的朋友、同伙塞斯发现自己要杀的是30年后的自己，于是放了他。老塞斯告诉小塞斯，未来的黑帮由一个绰号“唤雨师”的人掌控。老塞斯逃脱后，小塞斯到乔这里寻求庇护。乔被黑帮老板、从30年后被单程送过来的亞伯叫去问话。乔不得已供出塞斯的藏身地。亞伯手下利用小塞斯強迫老塞斯自行投案(對小塞斯施以酷刑，老塞斯亦會遭到傷害)，最後两人均被杀害。
一日當喬接獲了從未來送來的目標，但意外發現這個目標卻是未來的他自己（布魯斯·威利飾演）。然而这个老喬迟到了几分钟，而且并没有像其他目標一样被蒙面、捆绑，再加上小喬一時猶豫，使得老喬趁隙脫逃。這個失誤讓2044年的黑幫開始追殺小喬以及老喬。
在另外一个平行时空，小喬顺利处决了被蒙面、捆绑的老喬。之后的三十年他前往上海发展，继续做黑帮杀手。在遇到了一个中国姑娘（许晴饰）之后洗心革面，和她结婚。然而一个叫做“唤雨师”的人凭一己之力，在几个月内摆平国际上数个大城市的黑帮，成为势力空前的黑帮大佬。
“唤雨师”派人杀死老喬，过程中老喬的妻子遭牽連被杀。在老喬即将被传送回2044年之际，他成功地干掉了押送他的人，然后自愿回到2044年，目的是杀死孩童时期的“唤雨师”，以消除自己的妻子被杀的事件。
回到故事當前的时空，小喬為了自己的生存逃避黑幫的追殺，同時也希望解決老喬来让黑帮放过自己。小喬在和老喬见面之后，知道了老喬来2044年的目的。在其他黑帮前来追杀两人之际，小乔从老乔的一个写有数字的地图上撕得一角，并凭图找到了萨拉（愛蜜莉·布朗飾演）的农场。
莎拉在得知小喬的來意之後，暫時窩藏小喬。在萨拉的协助下，小乔明白了数字和地图上面的數字是萨拉的儿子赛德的出生日期和医院邮政编码。當時在同一日该医院有三个男婴出生，不知道哪一個孩子才是真正“唤雨师”的老喬寧可錯殺，也不願放過真正「喚雨師」，於是計畫要把三個孩子都杀死。小乔则决心杀死老乔，保护萨拉和赛德。小喬和莎拉母子在相處之下，得知了莎拉年輕時曾經拋棄賽德，造成賽德心理陰影，曾經被莎拉姐姐帶大的賽德並不承認莎拉是自己親生母親，但莎拉曾對自己發誓此生要保護賽德做為彌補。
一名黑帮分子聽從組織命令来到萨拉的农场欲搜出小喬，為了逼出小喬，黑幫分子挾持莎拉，小喬不得已出面表示願將所有財產給予該名黑幫，只求放過莎拉母子。僵持中黑幫分子驚嚇到莎拉的兒子赛德，在慌忙之中賽德從樓梯摔倒，造成念力大爆发，杀死了黑帮分子。小喬此時才知道原来赛德有超凡的念力且莎拉早就知道兒子是「喚雨師」，而通过小乔的记忆，老喬同时明白了赛德就是未来的“唤雨师”。萨拉说服小乔不要殺死賽德，雖然賽德是「喚雨師」，但赛德只是還不知道如何控制自己能力，而他的本性還是個善良的孩子。
另一方面，老乔被黑帮捉获，呈送亞伯。然而老乔再次挣脱束缚，并殲滅黑帮。之后老乔开车来到农场，意欲杀死「喚雨師」赛德。在老乔开枪打伤赛德之后，赛德再次念力大爆发，几乎杀死萨拉和老乔，然而萨拉以母愛成功安抚了赛德。老乔趁機再次举枪，但發誓過要保護賽德的萨拉，挡在赛德前面寧願犧牲自己。
小乔赶到目睹一切，明白了赛德因為老乔杀害自己的母親萨拉而心生悲愤，日后才會成為大魔头“唤雨师”。也就是说，是老乔回到過去才引發之後一連串悲劇。小乔为了打破这个恶性循環並改變一切，在老乔即将开枪之际舉槍自盡。而「未來的自己」，即老乔，也因此同時消失。
事件落幕，萨拉将赛德安顿好睡觉，賽德經歷這一切之後，原諒了自己的親生母親莎拉。

## 演員
| 演員                                          | 角色              | 簡介                             |
| 喬瑟夫·高登-李維 Joseph Leonard Gordon-Levitt | 喬（小喬） Joe    | 年輕的迴路殺手                   |
| 布魯斯·威利 Bruce Willis                      | 老喬 Old Joe      | 三十年後的喬（小喬）             |
| 愛蜜莉·布朗 Emily Blunt                       | 莎拉 Sara         | 席德的母親                       |
| 保羅·迪諾 Paul Dano                           | 塞斯 Seth         | 喬好友                           |
| 諾亞·塞根 Noah Segan                          | 憂鬱小子 Kid Blue | 亞伯手下的「槍手」               |
| 潘波·裴拉柏 Piper Perabo                      | 蘇西 Suzie        | 脫衣舞孃                         |
| 傑夫·丹尼爾 Jeff Daniels                      | 亞伯 Abe          | 未來人，於2044年負責管理迴路殺手 |
| 皮爾斯·加格儂 Pierce Gagnon                   | 席德 Cid          | 未來的「喚雨師」                 |
| 許晴 Summer Qing                              |                   | 老喬的妻子                       |
| 翠茜·索姆斯 Tracie Thoms                      | 碧崔絲 Beatrix    | 餐館服務生                       |
| 葛瑞特·迪拉杭特 Garret Dillahunt              | 傑西 Jesse        | 亞伯「槍手」，前往莎拉家逮捕喬   |

## 評價
在著名影评网站“烂番茄”上，该片收获了94%的分数，好评甚多。

## 发行
应中国发行商的要求，该影片在中国内地发行的版本延長了很多原本拍摄了但因为节奏的原因被删減的情节，如在上海的场景与老乔妻子（许晴饰）的情节，以吸引中国观众。

## 獎項
| 獎項                               | 提名/獲獎者      | 結果 |
| ---------------------------------- | ---------------- | ---- |
| 國家評論協會獎最佳原著劇本         | 萊恩·約翰遜      | 獲獎 |
| 華盛頓特區影評人協會獎最佳原著劇本 | 萊恩·約翰遜      | 獲獎 |
| 廣播影評人協會獎最佳劇本           | 萊恩·約翰遜      | 提名 |
| 廣播影評人協會獎動作類最佳女主角   | 艾蜜莉·布朗      | 提名 |
| 廣播影評人協會獎動作類最佳男主角   | 喬瑟夫·高登-李維 | 提名 |
| 廣播影評人協會獎最佳動作電影       |                  | 提名 |
| 廣播影評人協會獎最佳科幻電影       |                  | 獲獎 |
| 芝加哥影評人協會獎最佳女配角       | 艾蜜莉·布朗      | 提名 |
| 芝加哥影評人協會獎最佳原著劇本     | 萊恩·約翰遜      | 提名 |
| 拉斯維加斯影評人協會獎最佳劇本     | 萊恩·約翰遜      | 獲獎 |
| 美國編劇工會獎最佳原著劇本         | 萊恩·約翰遜      | 提名 |
| 休斯頓影評人協會獎最佳原著劇本     | 萊恩·約翰遜      | 提名 |
| 奧斯汀影評人協會獎最佳原著劇本     | 萊恩·約翰遜      | 獲獎 |
| 佛羅里達影評人協會獎最佳原著劇本   | 萊恩·約翰遜      | 獲獎 |
| 在線影評人協會獎最佳原著劇本       | 萊恩·約翰遜      | 提名 |
| 猶他影評人協會獎最佳原著劇本       | 萊恩·約翰遜      | 提名 |
| 雨果獎最佳戲劇表現                 | 萊恩·約翰遜      | 提名 |
| 土星獎最佳導演                     | 萊恩·約翰遜      | 提名 |
| 土星獎最佳科幻電影                 |                  | 提名 |
| 土星獎最佳男主角                   | 喬瑟夫·高登-李維 | 提名 |
| 土星獎最佳剪輯                     | Bob Ducsay       | 提名 |
| 青年藝術家獎最佳年輕配角演出       | Pierce Gagnon    | 獲獎 |

### 入選年度十大佳片
| 媒體                   | 名次 |
| ---------------------- | ---- |
| ReelViews              | 1    |
| MTV                    | 3    |
| 紐約郵報               | 8    |
| 英國電影雜誌Total Film | 9    |
| 哈芬登郵報             | 10   |
| 今日基督教             | 8    |